# Culhwch
Culhwch är en gestalt i keltisk mytologi. Han förekommer i den walesiska sagan Culwch ag Olwen en hjälte som utför en rad till synes orimliga uppdrag. Bistådd av sin kusin Artur krossar han jätten Ysbaddaden och vinner hans dotter Olwens hand.
Anledningen till att Culwch (som fått sitt namn på grund av att han föddes i en svinstia) gör detta är att han blev utsatt för en förbannelse av sin styvmor som innebär att Olwen är den enda kvinna han någonsin kan älska.